# Панорамна головка

Панорамна головка в дії

Панорамна головка (англ. Panoramic tripod head) — це пристосування, яке встановлюється на штатив перед монтуванням на нього кіно- або фотокамери і дозволяє позиціонувати камеру для виконання панорамної зйомки, повертаючи її навколо центру перспективи об'єктива.
Використання панорамної головки усуває ефект паралакса завдяки обертанню камери навколо центру об'єктива, а не корпусу камери.
За допомогою панорамних головок набагато простіше повертати фотоапарат без ривків. Багато з них до того ж оснащуються подобою механізму блокування і спиртовим ватерпасом.